# Sufferin’ Cats!
«Страдающие коты!» (англ. Sufferin’ Cats!) — девятый эпизод в серии мультфильмов «Том и Джерри». Эпизод был выпущен 16 января 1943 года.

## Сюжет
Джерри убегает от Тома, но он, тянет его к себе удочкой. Недовольный Джерри скользит по полу, и когда его волочёт мимо мешка с этикеткой «Вяленое мясо» (англ. Jerked Beef), он отдирает кусок этикетки. Вместо Джерри, Том видит на леске кусок бумаги с надписью «Тупица» (англ. Jerk). Джерри убегает через окно, но врезается в уличного кота Митхеда, прыгает к нему, и проявляет к нему симпатию. Митхеду приятно. Тома всё это раздражает, и он, взъерошив шерсть, шипит на Митхеда. Однако, Митхед оказался сильнее и Том отступает.
Митхед делает из Джерри сэндвич с перцем, но Джерри от чиха вылетает из хлеба. Джерри бежит к Тому, прыгает к нему, и теперь он с ним. Митхед отбирает Джерри у Тома, закрывает Джерри в консервной банке и начинается битва котов, которая затем переросла в противостояние.
Джерри пытается остановить котов: нанося им удары по голове трубой, притворившись дедушкой, связав их хвосты, рассыпав на их пути кнопки. Наконец коты ловят Джерри, и хотят его разделить пополам топором (а Джерри упускает возможность этого избежать, так как Том хотел проверить подходит ли топор для резки, а он "для последнего желания" проверил топор одним из кошачьих усов Митхеда)… И вдруг появляется злая сторона души Тома и говорит, чтобы он не делился с Митхедом, а всадил топор ему в голову (никто, кроме Тома, этого не слышит). Том пытается убить Митхеда топором; сначала ему стало страшно, но всё-таки Том набирается смелости, замахивается топором уже без лезвия (оно успело сползти с топорища), и бьёт Митхеда, отчего у него вырастает шишка. Злой Митхед гонится за Томом избивая его топорищем. Джерри в это время убегает, и заметившие это коты на время забывают о вражде и пускаются за ним, но врезаются в калитку и застревают в ней головами, а их зады свисают по другую сторону. Джерри приходит с широкой улыбкой, неся очень толстую деревянную доску подойдя к спинам кошек, лупит их по задницам. До начала кары Митхеда и Тома, они посмотрели на табличку с надписью "Всю почту доставляйте через задние двери".

## Факты
- В этом мультфильме впервые появляется друг и одновременно противник Тома — здоровенный кот Митхед.
- В следующих сериях Митхед был без парика-накладки.
- Митхед ещё появится в сериях Baby Puss, Heavenly Puss, Sleepy-Time Tom и Life with Tom
- Эта 5 серия, в которой мышонок Джерри побеждает.
- Также, когда Митхед хочет съесть Джерри в качестве бутерброда и сыплет перец, после чего главный герой чихает и убегает — кот, прежде чем пуститься в погоню, через два хлеба смотрит за беглецом в качестве бинокля.